# 揖保川町馬場
揖保川町馬場（いぼがわちょううまば）は、兵庫県たつの市の地名。旧・揖保郡河内村（のち揖保川町）大字馬場。郵便番号は671-1665.

## 地理

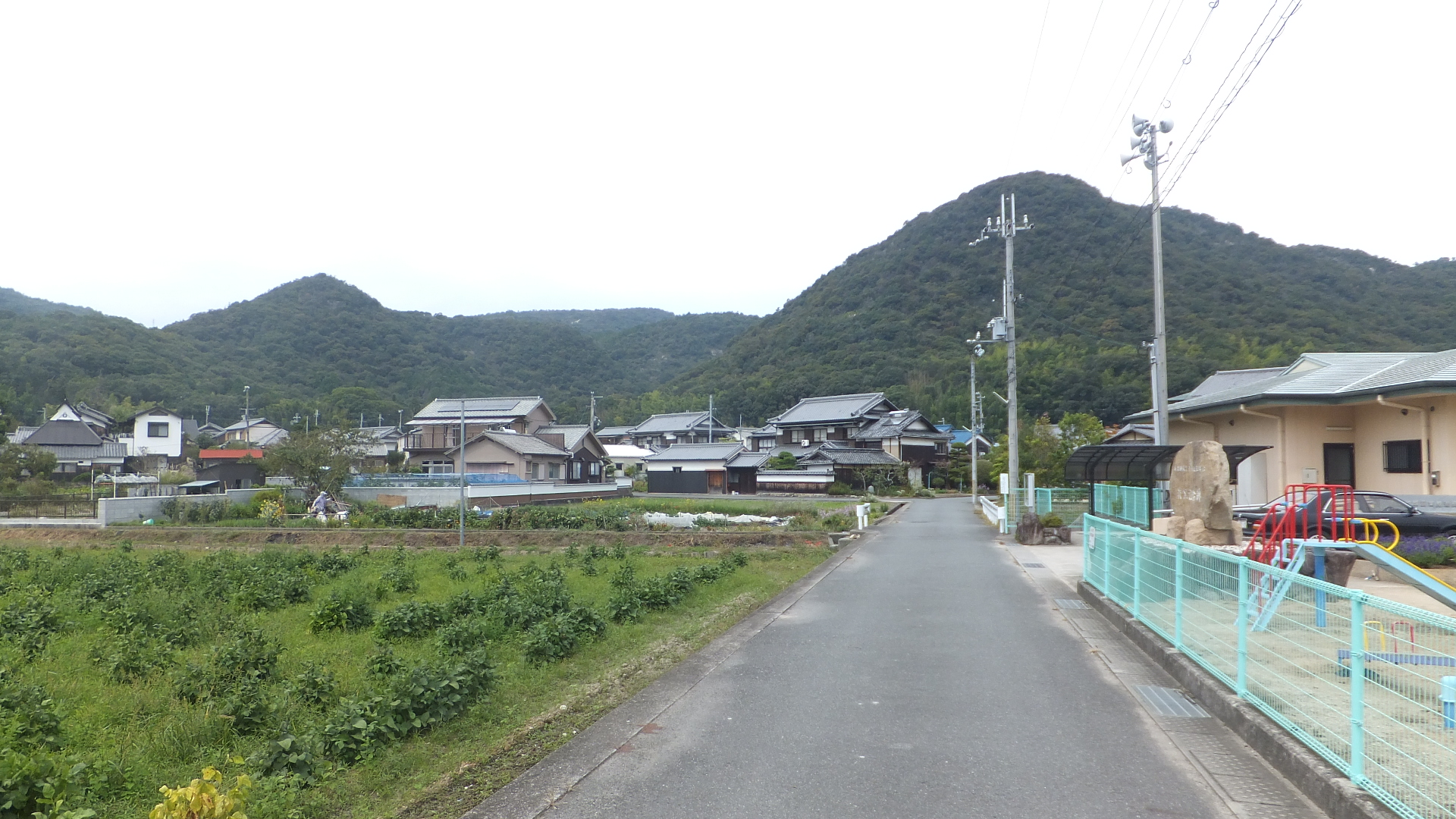
揖保川町馬場の街並み

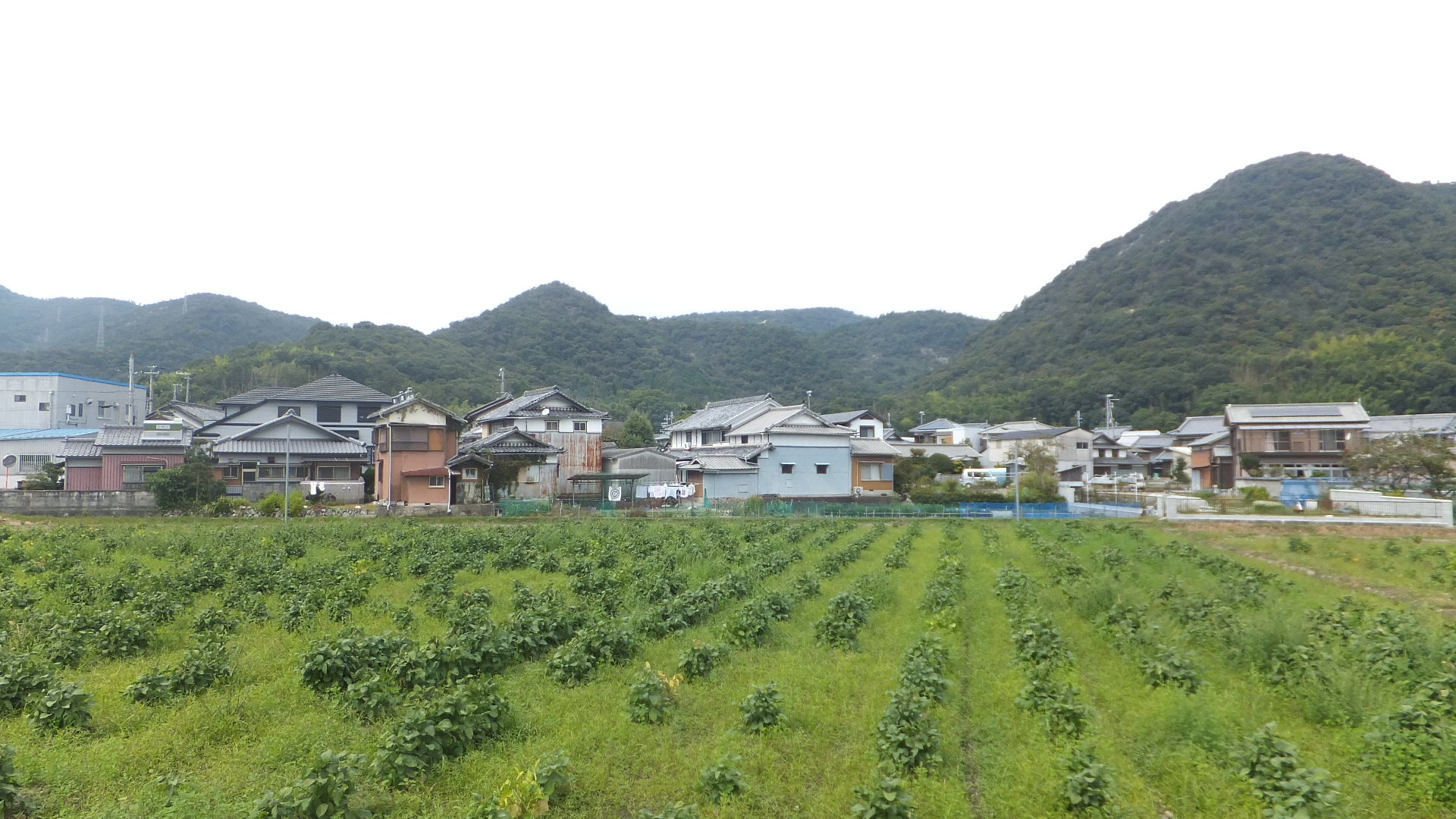
揖保川町馬場にある農業地帯

揖保川地域の南側、瀬戸川上流域、兵庫県道442号岩見揖保川線沿線に位置する。交通の要であり、古くは西国街道から室津へ抜ける道として利用された。由来は馬を準備して手入れする「ウマバ」であったことから名付けられた。東側は御津町碇岩、西側は相生市野瀬、南側は御津町岩見・御津町室津、北側は揖保川町原・揖保川町金剛山と接する。

## 歴史
- 1889年 - 揖保郡河内村大字馬場になる。
- 1951年4月1日 - 半田村、神部村、河内村が合併し、揖保川町大字馬場になる。
- 2005年10月1日 - 揖保川町と龍野市・揖保郡御津町・同郡新宮町の新設合併に伴い、たつの市揖保川町馬場になる。

### 字域の変遷
| 実施前                 | 実施年        | 実施後                 |
| ---------------------- | ------------- | ---------------------- |
| 揖保郡河内村大字馬場   | 1951年4月1日  | 揖保郡揖保川町大字馬場 |
| 揖保郡揖保川町大字馬場 | 2005年10月1日 | たつの市揖保川町馬場   |

## 小・中学校の学区
| 大字         | 番地 | 小学校               | 中学校                 |
| ------------ | ---- | -------------------- | ---------------------- |
| 揖保川町馬場 | 全域 | たつの市立河内小学校 | たつの市立揖保川中学校 |

## 交通

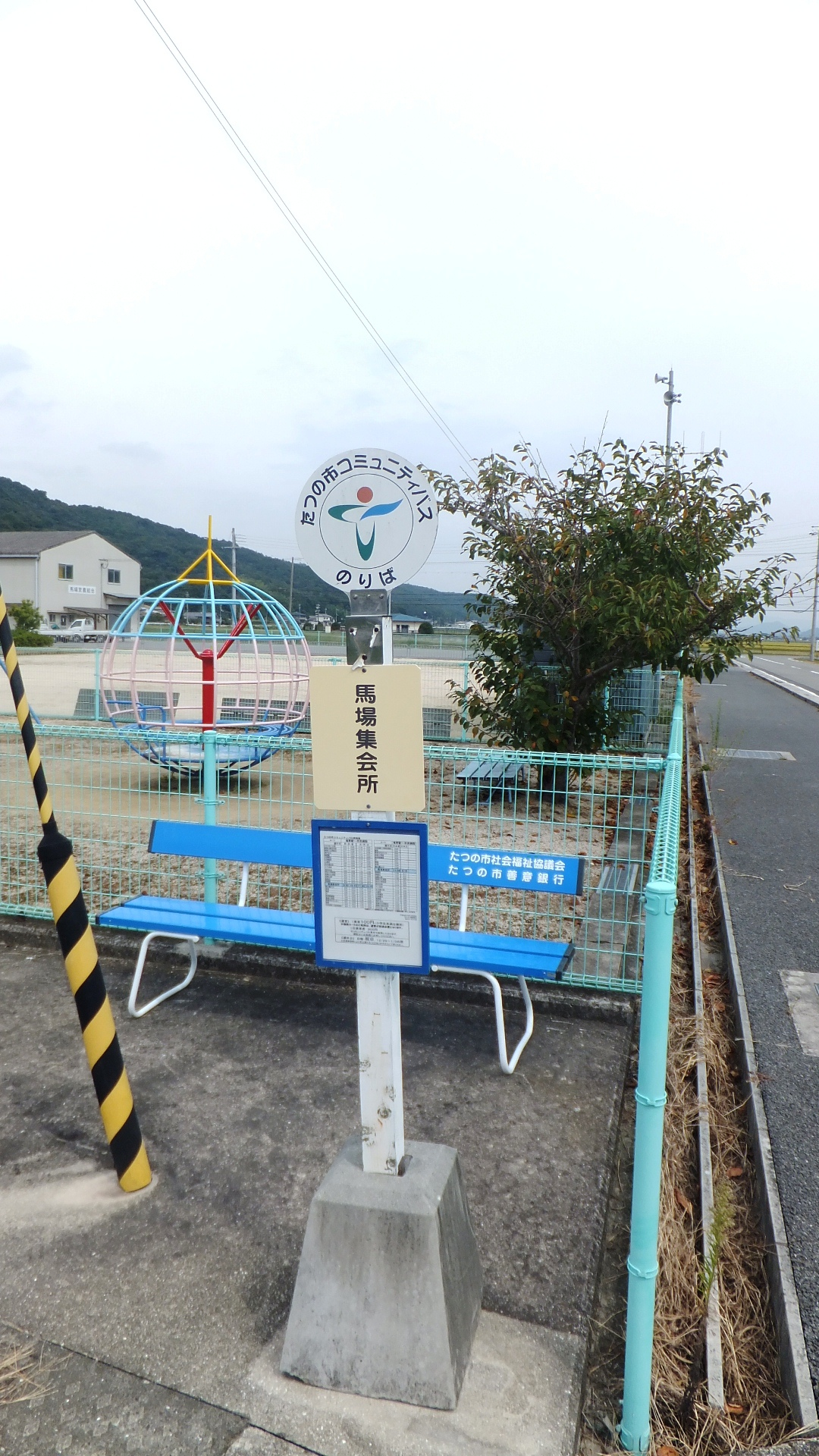
たつの市コミュニティバス 馬場集会場停留所

### 鉄道
地内には鉄道は走っていない。

### バス
- 神姫バス
- たつの市コミュニティバス

### 道路

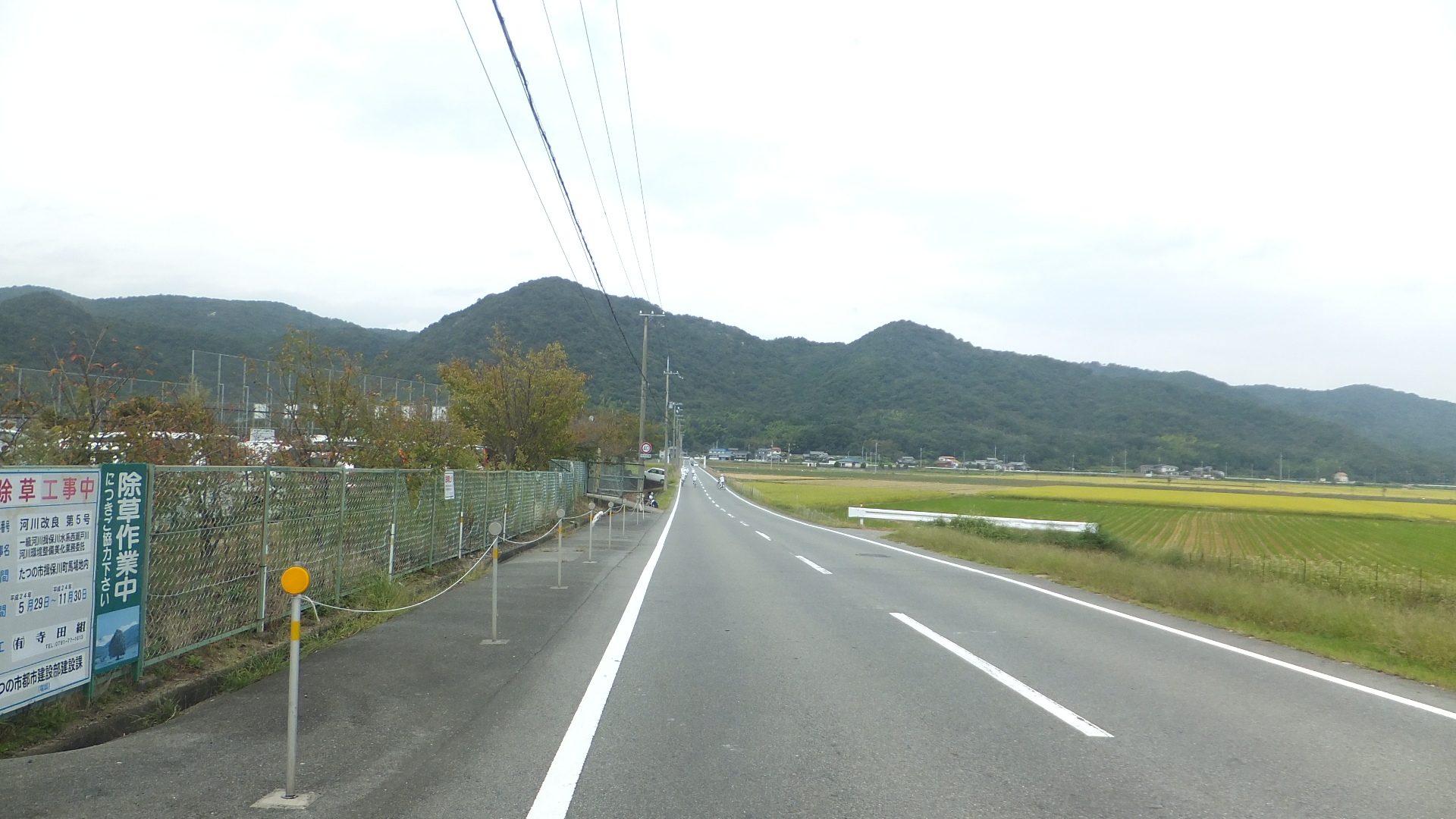
兵庫県道442号岩見揖保川線
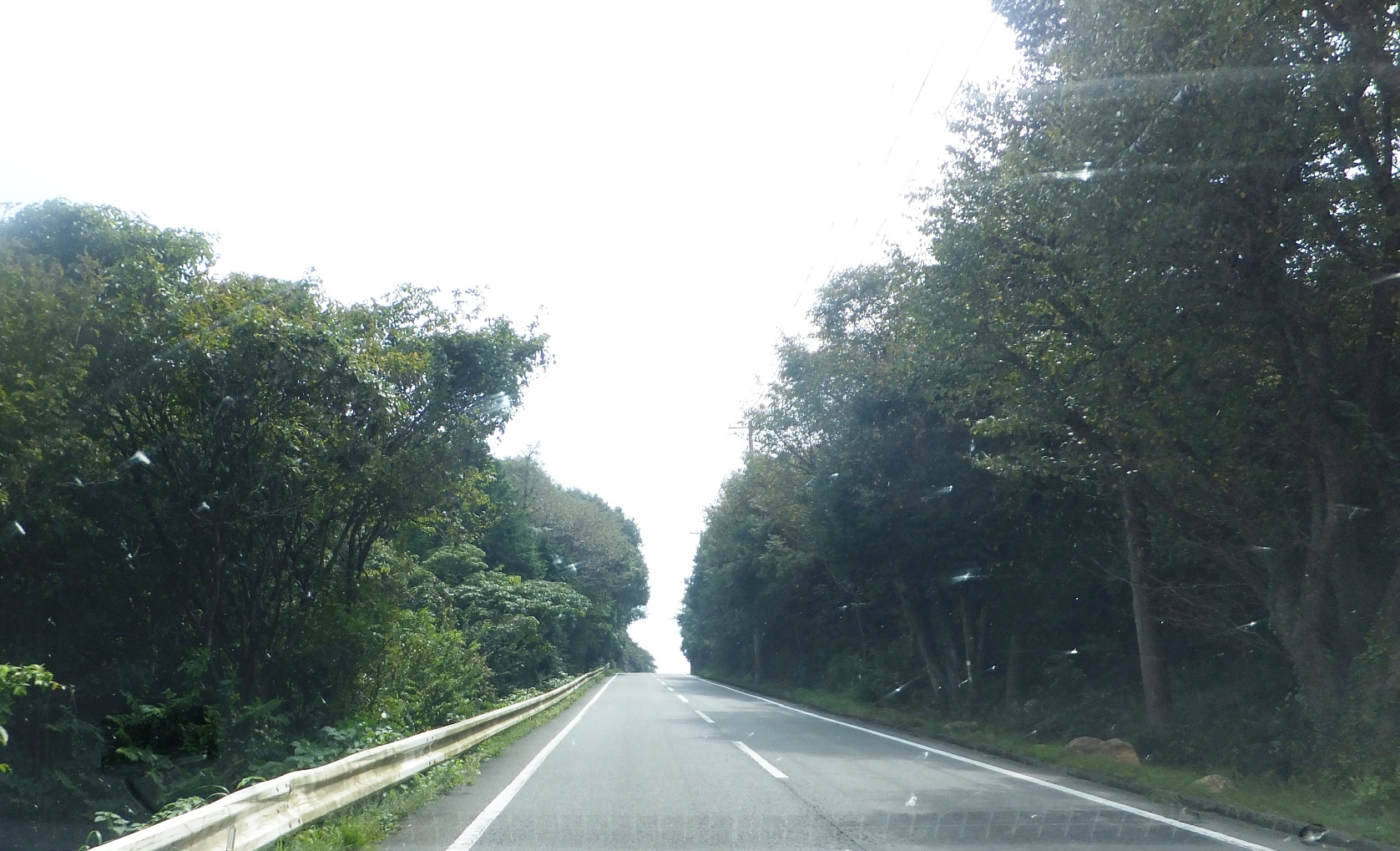
岩見坂
  - 岩見坂

- 兵庫県道442号岩見揖保川線
- 岩見坂

## 施設
- ダイセル播磨工場
- タキロンシーアイ揖保川事業所

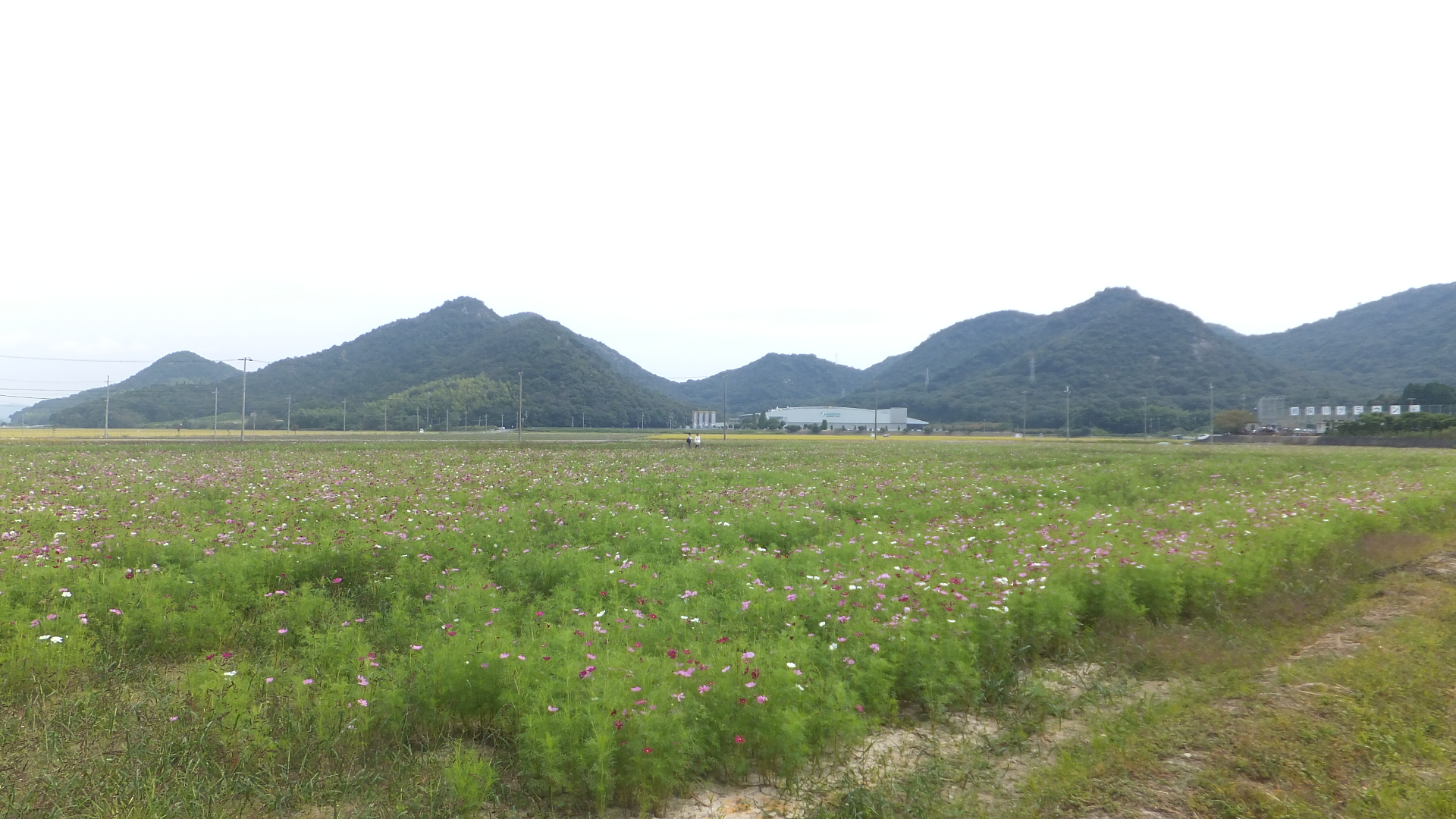
馬場コスモス畑
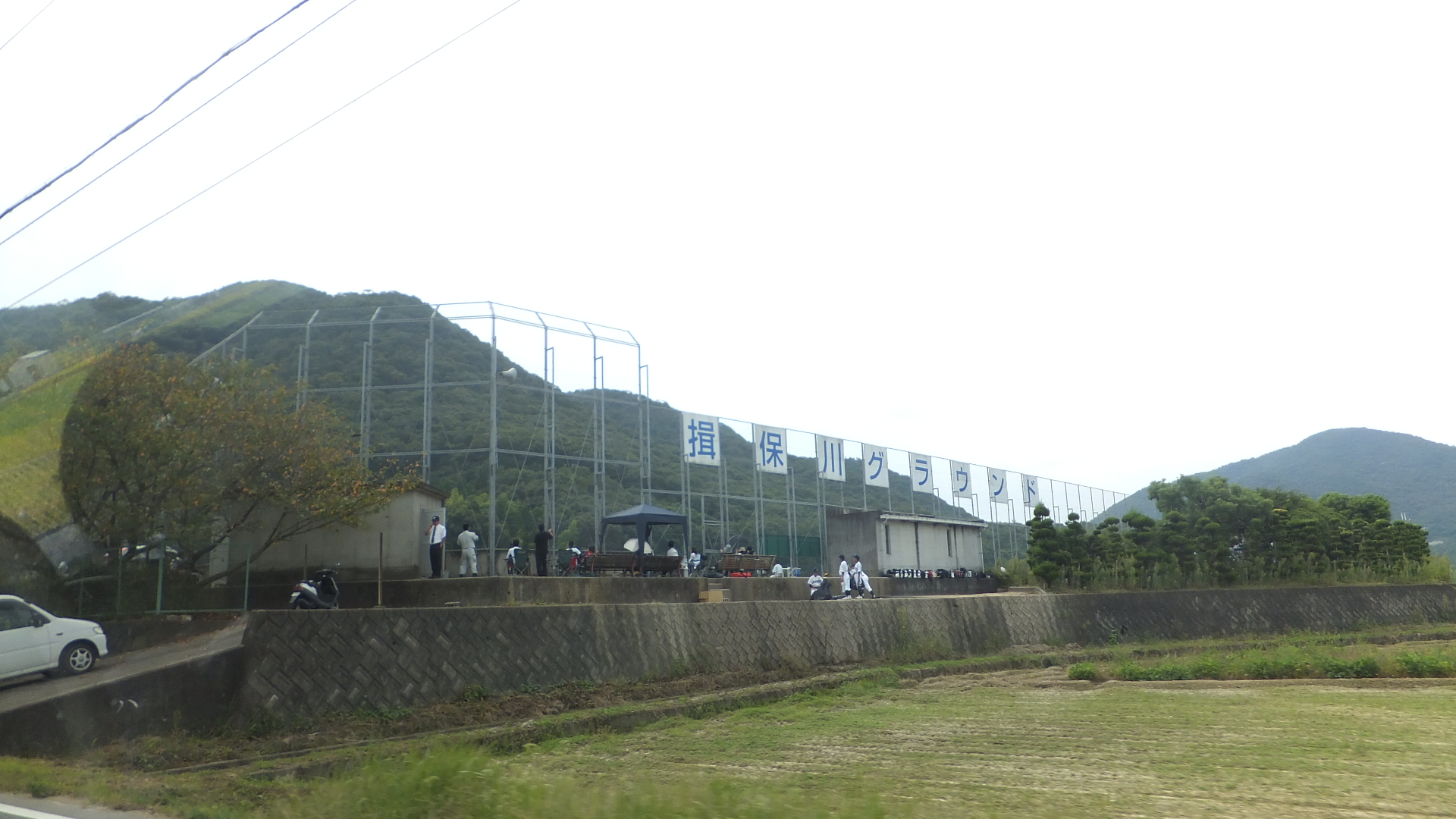
揖保川町民グラウンド
- 賀茂神社
- 元誓寺
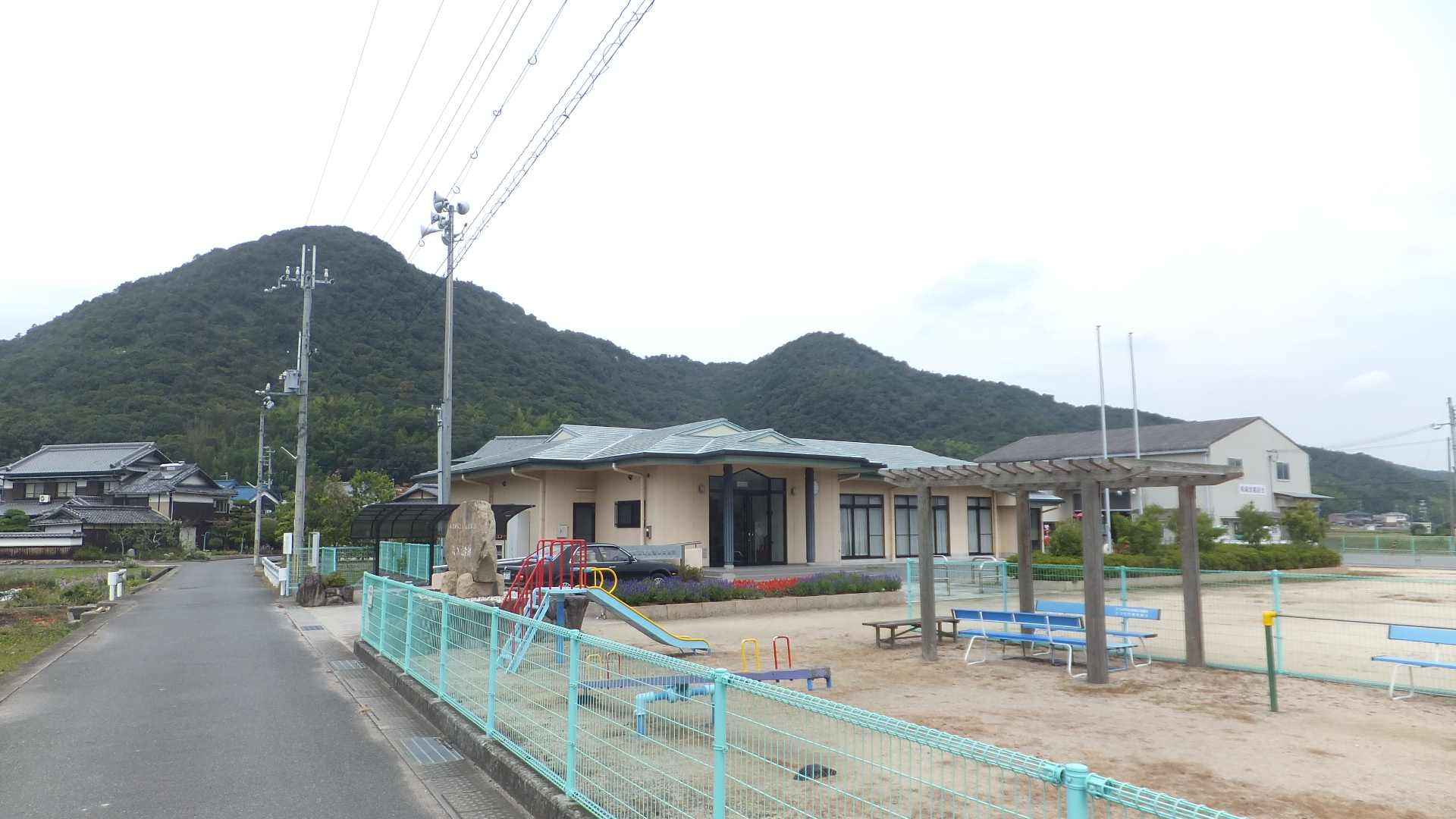
馬場地域農業推進拠点施設
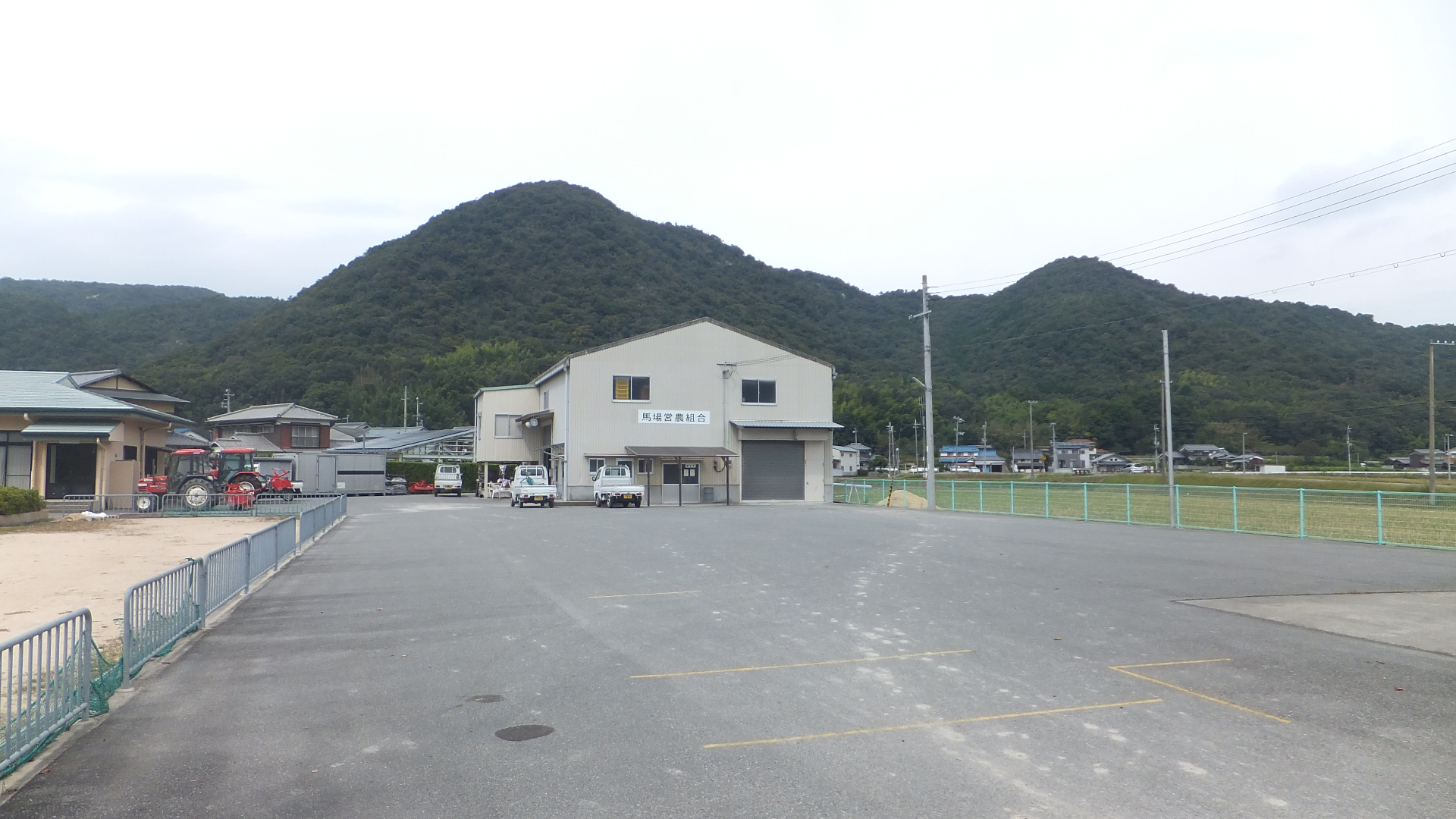
馬場営農センター
- 老人ホーム揖保の郷

- 馬場コスモス畑
- 揖保川町民グラウンド
- 馬場地域農業推進拠点施設
- 馬場営農センター